# Campeonato Mundial de Ciclismo de Montaña de 1996
El VII Campeonato Mundial de Ciclismo de Montaña se celebró en la ciudad de Cairns (Australia) en 1996, bajo la organización de la Unión Ciclista Internacional (UCI) y la Unión Ciclista de Australia. 
Se compitió en 2 disciplinas, las que otorgaron un total de 4 títulos de campeón mundial:
- Descenso (DH) – masculino y femenino
- Campo a través (XC) – masculino y femenino

## Resultados

### Masculino
| Evento         | Oro                           | Plata                       | Bronce                        |
| -------------- | ----------------------------- | --------------------------- | ----------------------------- |
| Descenso       | Nicolas Vouilloz Francia      | Shaun Palmer Estados Unidos | Bas de Bever · Países Bajos · |
| Campo a través | Thomas Frischknecht · Suiza · | Rune Høydahl · Noruega ·    | Hubert Pallhuber · Italia ·   |

### Femenino
| Evento         | Oro                            | Plata                        | Bronce                          |
| -------------- | ------------------------------ | ---------------------------- | ------------------------------- |
| Descenso       | Anne-Caroline Chausson Francia | Leigh Donovan Estados Unidos | Missy Giove Estados Unidos      |
| Campo a través | Alison Sydor · Canadá ·        | Ruth Matthes Estados Unidos  | Maria Paola Turcutto · Italia · |

## Medallero
| Núm. | País           | Oro | Plata | Bronce | Total |
| ---- | -------------- | --- | ----- | ------ | ----- |
| 1    | Francia        | 2   | 0     | 0      | 2     |
| 2    | Canadá         | 1   | 0     | 0      | 1     |
| 2    | Suiza          | 1   | 0     | 0      | 1     |
| 4    | Estados Unidos | 0   | 3     | 1      | 4     |
| 5    | Noruega        | 0   | 1     | 0      | 1     |
| 6    | Italia         | 0   | 0     | 2      | 2     |
| 7    | Países Bajos   | 0   | 0     | 1      | 1     |
|      | TOTAL          | 4   | 4     | 4      | 12    |